# Местово
Местово — деревня в Выскатском сельском поселении Сланцевского района Ленинградской области.

## История
Деревня Местова упоминается на карте Санкт-Петербургской губернии Ф. Ф. Шуберта 1834 года.

МЕСТОВО — деревня принадлежит коллежскому асессору Семевскому, число жителей по ревизии: 47 м. п., 47 ж. п. (1838 год)

Деревня Местова отмечена на карте профессора С. С. Куторги 1852 года.

МЕСТОВА — деревня госпожи фон Бландовой, по просёлочной дороге, число дворов — 14, число душ — 39 м. п. (1856 год)

МЕСТОВО — деревня владельческая при речке Руйке, число дворов — 14, число жителей: 43 м. п., 48 ж. п.; Часовня православная. (1862 год) 

В XIX — начале XX века деревня административно относилась к Выскатской волости 1-го земского участка 1-го стана Гдовского уезда Санкт-Петербургской губернии.
Согласно Памятной книжке Санкт-Петербургской губернии 1905 года, деревня входила в Руйское сельское общество.

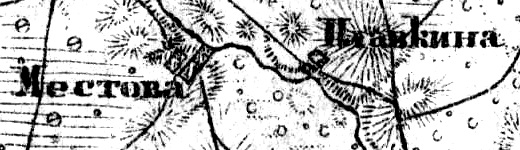
Деревня Местово на карте 1919 года

Согласно карте Петроградской и Эстляндской губерний 1919 года, деревня называлась Местова.
С 1917 по 1927 год деревня входила в состав Рожкинского сельсовета Выскатской волости Гдовского уезда.
С 1927 года, в составе Рудненского района.
В 1928 году население деревни составляло 125 человек.
По данным 1933 года деревня Местово входила в состав Выскатского сельсовета Рудненского района. С августа 1933 года, в составе Гдовского района.
С января 1941 года, в составе Сланцевского района.
С 1 августа 1941 года по 31 января 1944 года, германская оккупация.
С 1963 года, в составе Кингисеппского района.
По состоянию на 1 августа 1965 года деревня Местово входила в состав Выскатского сельсовета Кингисеппского района. С ноября 1965 года, вновь в составе Сланцевского района. В 1965 году население деревни составляло 51 человек.
По данным 1973 и 1990 годов деревня Местово входила в состав Выскатского сельсовета Сланцевского района.
В 1997 году в деревне Местово Выскатской волости проживали 20 человек, в 2002 году — 19 человек (русские — 95 %).
В 2007 году в деревне Местово Выскатского СП проживали 11, в 2010 году — 15, в 2011 году — 12, в 2012 году — 14, в 2013 году — 5, в 2014 году — 9 человек.

## География
Деревня расположена в южной части района на автодороге 41К-798 (Большая Руя — Большие Рожки).
Расстояние до административного центра поселения — 5 км.
Расстояние до ближайшей железнодорожной платформы Сланцы — 27 км.
Деревня находится на левом берегу реки Руя.

## Демография
| 1862 | 2007 | 2010 | 2017 |
| ---- | ---- | ---- | ---- |
| 91   | ↘11  | ↗15  | ↘5   |

## Инфраструктура
В 2014 году в деревне было зарегистрировано восемь домохозяйств.

## Известные уроженцы
- Маслов Константин Васильевич (05.1892 — 04.06.1938) — советский военачальник, военный лётчик, участник Первой мировой и Гражданской войн, командующий ВВС Сибирского и Забайкальского военных округов, комдив. За участие в военном заговоре расстрелян в 1938 года. Посмертно реабилитирован в 1956 году. Является основателем военного гарнизона и городка Монино Московской области.